# الهجوم على منتجع زاخو
في 20 يوليو 2022، تَمَّ قصف منتجع باراخ السياحي في منطقة زاخو بإقليم كردستان العراق بأربع أو خمس إجراءات قصف مدفعي خلال عملية المخلب-القفل، حسب ما ورد من قِبَل تركيا. أسفر الهجوم عن مقتل ثمانيَّة مدنيين على الأقل ، بينهم طفلان، وجُرِحَ أكثر من 22. وكان معظم الضحايا من السياح العرب العراقيين.
أدان سياسيون عراقيون ما حصل، واستدعت بغداد السفير التركي للاحتجاج على القصف، وطالبت كذلك بانسحاب الجيش التركي منها.

## الإجراء
في تمام الساعة 13:50 من يوم 20 يوليو 2022 تعرض مصيف قرية برخ في ناحية دركار التابعة لقضاء زاخو في محافظة دهوك بكردستان العراق إلى قصف مدفعي عنيف أدى لعدة إصابات وعِدة وفيات.

## ما بعد الكارثة
وقد شجبت كل من حكومة العراق والأمم المتحدة الهجوم وأمرت بإجراء تحقيق في ما حدث. وصرَّح قائمقام مدينة زاخو مشير محمد بشير «الهجوم ناجم عن قصف تركي»، وهو الأمر الذي ندّد به رئيس الوزراء العراقي مصطفى الكاظمي، وبعد أن نفت أنقرة التدخل، ووصفت القصف بـ«هجوم إرهابي» أقرت السلطات العراقية لـ«تجنب إصدار بيانات متأثرة بدعاية منظمات إرهابية وغيرها».
وبعد ذلك، ألقت الحكومة العراقية بشكلٍ عام، بما في ذلك رئيس الوزراء العراقي مصطفى الكاظمي، اللوم على القوات المسلحة التركية. أكدَّت تركيا بعدها عدم مسؤوليتها عن الهجوم وبدلاً من ذلك اشتبهت في أن الجماعات الإرهابية هي المسؤولة، وعرضت فتح تحقيق تعاوني في الحادث.
تم إغلاق المكاتب القنصلية التركية التي تصدر التأشيرات بسبب الاحتجاجات في النجف وكذلك في كربلاء، وتم محاصرة السفارة التركية في بغداد.

## ردود الفعل

### تركيا
في 20 يوليو 2022 وفي أول تصريح أكَّدت تركيا مسؤولية الحكومة العراقية، بضرورة «عدم إطلاق التصريحات تحت تأثير خطاب ودعاية حزب العمال الكردستاني، والتعاون في كشف حقائق هذا الحادث»، وتصرح الخارجية التركية، إلى «أنها مستعدة لاتخاذ كل خطوة لكشف الحقيقة».

### كردستان
أعرب رئيس حكومة إقليم كوردستان نيجيرفان بارزاني في رسالة عن حزنه على تصرفات تركيا ودعا تركيا وحزب العمال الكردستاني إلى إبعاد الصراع الداخلي عن الإقليم. وقال إنَّ الاشتباكات بين القوات التركية ومقاتلي حزب العمال الكردستاني في المناطق الحدودية لإقليم كوردستان أصبحت مصدر تهديد دائم لمواطنينا، على حد قوله وأرسلت جثث الضحايا إلى بغداد في 21 يوليو في حفل أقيم في مطار أربيل الدولي.

### دول أخرى (عَالميًّا)
- السعودية: في يوم الخميس (21 يوليو 2022)، أدانت المملكة العربية السعودية التفجير، مؤكدةً «دعمها للحكومة العراقية في مواجهة التحديات التي تهدد أمن وسيادة البلاد.» وعبرت وزارة الخارجية السعودية في بيان: «ادانة واستنكار المملكة العربية السعودية للهجوم على العراق الشقيق الذي استهدف محافظة دهوك شمال العراق».[15]
- الولايات المتحدة: أدانت الولايات المتحدة بتصريح رسمي الهجوم في محافظة دهوك بالعراق. مُصَرحةً: «قتل المدنيين أمر غير مقبول، ويجب على جميع الدول احترام التزاماتها بموجب القانون الدولي، بما في ذلك حماية المدنيين.»[16]

### مُنظمات عَالميَّة ومَحليَّة
- جامعة الدول العربية: ندد الأمين العام لجامعة الدول العربية، أحمد أبو الغيط، بالهجوم التركي الذي استهدف في مدينة دهوك العراقية، وأكدَّ أنهُ خلف 9 قتلى وعددًا من الجرحى.[17]